# John Van Ryn
John Van Ryn (Newport News, 30 giugno 1905 – Palm Beach, 7 agosto 1999) è stato un tennista statunitense.

## Carriera
Tennista specializzato nel doppio, ha ottenuto in questa disciplina i risultati migliori riuscendo a vincere sei tornei dello Slam. 
Nel 1929 trionfa a Wimbledon in coppia con il connazionale Wilmer Allison e si ripeteranno anche l'anno successivo. Nel 1931 conquista tre tornei dello Slam, i primi due a Parigi e Londra in coppia con George Lott mentre nello Slam di casa trionfa nuovamente in coppia con Allison. L'ultimo Slam lo ottiene a New York in coppia con Allison, oltre ai sei titoli ha raggiunto altre cinque finali Slam uscendone sconfitto (quattro agli U.S. National Championships e uno a Wimbledon).
Con la Squadra statunitense di Coppa Davis ha giocato un totale di trentadue incontri vincendone ventinove ed ha raggiunto per quattro volte la finale della competizione senza tuttavia riuscire a conquistare l'insalatiera.

## Statistiche

### Doppio

#### Grande Slam

##### Vittorie (6)
| Anno | Torneo                          | Superficie  | Compagno       | Avversari in finale             | Punteggio                 |
| 1929 | Wimbledon                       | Erba        | Wilmer Allison | Ian Collins Colin Gregory       | 6–4, 5–7, 6–3, 10–12, 6–4 |
| 1930 | Wimbledon (2)                   | Erba        | Wilmer Allison | John Doeg George Lott           | 6–3, 6–3, 6–2             |
| 1931 | French Championships            | Terra rossa | George Lott    | Vernon Kirby Norman Farquharson | 6–4, 6–3, 6–4             |
| 1931 | Wimbledon (3)                   | Erba        | George Lott    | Jacques Brugnon Henri Cochet    | 6–2, 10–8, 9–11, 3–6, 6–3 |
| 1931 | U.S. National Championships     | Erba        | Wilmer Allison | Berkeley Bell Gregory Mangin    | 6–4, 6–3, 6–2             |
| 1935 | U.S. National Championships (2) | Erba        | Wilmer Allison | Don Budge Gene Mako             | 6–2, 6–3, 2–6, 3–6, 6–1   |

##### Finali perse (5)
| Anno | Torneo                          | Superficie | Compagno       | Avversari in finale            | Punteggio                 |
| 1930 | U.S. National Championships     | Erba       | Wilmer Allison | John Doeg George Lott          | 6–8, 3–6, 6–3, 15–13, 4–6 |
| 1932 | U.S. National Championships (2) | Erba       | Wilmer Allison | Keith Gledhill Ellsworth Vines | 4–6, 3–6, 2–6             |
| 1934 | U.S. National Championships (3) | Erba       | Wilmer Allison | George Lott Lester Stoefen     | 4–6, 7–9, 6–3, 4–6        |
| 1935 | Wimbledon                       | Erba       | Wilmer Allison | Jack Crawford Adrian Quist     | 3–6, 7–5, 2–6, 7–5, 5–7   |
| 1936 | U.S. National Championships (4) | Erba       | Wilmer Allison | Don Budge Gene Mako            | 4–6, 2–6, 4–6             |